# Ainsi rêvent les femmes
Ainsi rêvent les femmes est un recueil de nouvelles de Kressmann Taylor, publié en 2006 aux éditions Autrement. Ce livre rassemble cinq nouvelles de l'auteur, inédites ou parues dans des revues : Harriet, Anna, Madame, Ellie Pearl et Rupe Gittle.

## Contenu

### Harriet

#### Présentation
Titre original: Passing Bell.
Inédite (écrite en 1963).

### Anna

#### Présentation
Titre original: First Love.
Publiée pour la première fois en novembre 1957 dans la revue Women's Day.

### Madame

#### Présentation
Titre original: Take A Carriage, Madam. Publiée pour la première fois sous le pseudonyme de Sarah Bicknell Kennedy le 1er avril 1935 dans le magazine Controversy.

### Ellie Pearl

#### Présentation
Titre original: Girl In a Blue Rayon Press. Inédite (écrite en 1963).

### Rupe Gittle

#### Présentation
Titre original: Goat Song. Inédite (écrite en 1963).